# Olympus Trip 35
Olympus Trip 35 — полуавтоматический малоформатный шкальный фотоаппарат, выпускавшийся компанией Olympus с 1967 по 1984 год. Название «trip» (с англ. — «поездка», «путешествие») отражало целевую аудиторию фотоаппарата — сегмент потребителей, которым требовалась компактная и лёгкая камера для фотографирования в поездках и на отдыхе.
В своём классе модель считается рекордсменом массовости, уступая только советскому семейству «Смена-8» с общим тиражом более 21 миллиона экземпляров. Olympus Trip 35 выпущен в количестве 5,4 миллиона штук.
Olympus Trip 35 представлял собой фотоаппарат класса «навел и снял», был оснащён встроенным селеновым экспонометром и отрабатывал всего две выдержки — 1/40 и 1/200. В автоматическом режиме работал как программный автомат, выбирая одно из двух значений выдержки и выставляя диафрагму от 2,8 до 22. В ручном режиме и при подключении фотовспышки отрабатывал выдержку 1/40. Для подключения вспышки был оснащён синхроконтактом с «горячим башмаком» и разъёмом для кабеля. Ручное управление фотоаппаратом сводилось к выбору светочувствительности плёнки и настройке фокуса (по шкале на объективе).

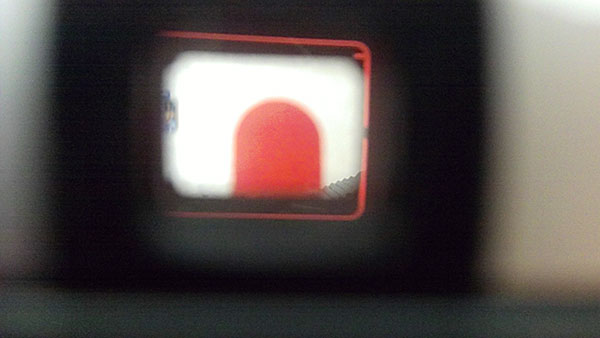
Красный флажок сигнализирует о недостаточной освещённости сцены и заблокированном спуске

Olympus Trip 35 был оснащён несъёмным светосильным объективом Zuiko оптической схемы «Тессар» (4 элемента в трёх группах), фокусное расстояние 40 мм, относительное отверстие 1/2,8. Объектив до сих пор ценится за свои характеристики, он обеспечивает высокую чёткость изображения даже по краям кадра, превосходя некоторые современные модели.
Видоискатель телескопический с кадроограничительными рамками и отметками для поправок при портретной съёмке. В углу дополнительный видоискатель, показывающий установленную на объективе дистанцию фокуса.
Резкий объектив и простая работа автоматики позволяли даже неопытному фотолюбителю с помощью Trip 35 в большинстве случаев получать качественные снимки.